# Erkki Antila
Pour les articles homonymes, voir Antila.
Erkki Antila, né le 14 juillet 1954 à Jurva (Ostrobotnie du Sud) et mort le 28 octobre 2023, est un biathlète finlandais.

## Biographie
Chez les juniors, Erkki Antila est champion du monde de relais et vice-champion du monde de sprint en 1974.
Il remporte la médaille d'argent en relais aux Championnats du monde 1977 et 1979.
Il se classe cinquième de l'individuel et douzième du sprint des Jeux olympiques d'hiver de 1980, sa seule sélection à cet événement.
Un an plus tard, il obtient les plus grands succès de sa carrière, gagnant deux médailles aux Championnats du monde de Lahti en Finlande, avec l'argent au sprint et le bronze à l'individuel.
Il prolonge sa carrière internationale jusqu'en 1983.

### Famille
Son fils Timo est un biathlète actif dans les années 2000. Sa cousine est la fondeuse Hilkka Riihivuori.

## Palmarès

### Jeux olympiques d'hiver
| Épreuve / Édition   | Individuel | Sprint | Relais |
| ------------------- | ---------- | ------ | ------ |
| JO 1980 Lake Placid | 5e         | 12e    | 7e     |

### Championnats du monde
- Championnats du monde 1977 à Vingrom (Norvège) :
  -  Médaille d'argent en relais.
- Championnats du monde 1979 à Ruhpolding (RFA) :
  -  Médaille d'argent en relais.
- Championnats du monde 1981 à Lahti (Finlande) :
  -  Médaille d'argent en sprint.
  -  Médaille de bronze à l'individuel.

### Coupe du monde
- Meilleur classement général : 10e en 1981.
- 2 podiums individuels : 1 deuxième et 1 troisième place.